# Мелкадзе, Шалва Иванович
Шалва Иванович Мелкадзе (1900 — 1958) — советский военнослужащий, подполковник, командир 310-й стрелковой дивизии.

## Биография
Родился 24 марта в селе Чхениши, Кутаисский уезд, Кутаисской губернии, грузин.
Добровольно поступил на службу в РККА в 1921 году. Окончил Грузинскую объединенную военную школу осенью 1922 года.
С декабря 1922 года командовал взводом и ротой во 2-м Грузинском стрелковом Батумского совета депутатов полку (Кавказская краснознаменная армия (ККА), г. Батуми). Участвовал в уничтожении банд Чулунаева и подавлении меньшевистского восстания в 1924 году на территории Грузии. Член ВКП(б) с 1924 года.
В ноябре 1924 года переведён командиром роты в Закавказскую военно-подготовительную школу. С февраля 1926 года командовал ротой в 1-м Грузинском стрелковом полку (г. Тифлис). Летом 1929 года окончил Стрелково-тактические курсы усовершенствования комсостава РККА имени III Коминтерна («Выстрел»). С августа 1929 года служил помощником командира и командиром роты в Закавказской пехотной школе. В январе 1932 года переведён в 6-й Грузинский стрелковый полк, где проходил службу начальником полковой школы, помощником командира полка по хозяйственной части, исполняющим обязанности начальника штаба полка и вновь помощником командира полка по хозяйственной части. В августе 1937 года назначен командиром 189-го Грузинского стрелкового полка (г. Гори, Закавказский военный округ). В августе 1938 года переведён в Приволжский военный округ командиром 181-го стрелкового полка (г. Сердобск, Саратовская область). С июля 1939 по июль 1941 года подполковник Ш. И. Мелкадзе проходил службу на должностях: старшего преподавателя тактики, помощника командира батальона курсантов, командира минометного батальона курсантов в Ташкентском пехотном Краснознаменном училище имени В.И. Ленина (Среднеазиатский военный округ).

## Великая Отечественная война
В июле 1941 был направлен в город Акмолинск (ныне — г. Астана) на формирование 310-й стрелковой дивизии – начальником 1-го (оперативного) отделения штаба дивизии. С 27 августа 1941 года дивизия находилась в составе 54-й армии Северо-Западного фронта, а с 1 октября 1941 года дивизия была передана Ленинградскому фронту. В ноябре 1941 года временно исполнял должность командира сводного (1080-го) стрелкового полка 310-й стрелковой дивизии. С середины ноября 1941 по март 1942 года полковник Ш. И. Мелкадзе временно исполнял должность начальника штаба 310-й стрелковой дивизии.
С марта 1942 года около года служил на Закавказском фронте начальником штаба, с августа 1942– заместителем командира по строевой части 406-й стрелковой дивизии (г.  Ахалкалаки), с 27 марта 1943 по 20 февраля 1944 командовал 94-й отдельной стрелковой бригадой (г. Сухуми). C 20 февраля по май 1944 – заместитель командира 392-й стрелковой дивизии (г. Батуми), с которой с июня 1944 находился на 1-м Украинском фронте.
С 29 июля по 17 августа 1944 занимал должность старшего преподавателя тактики филиала курсов "Выстрел". С 17 августа 1944 вновь на фронте – заместитель командира по строевой части 148-й стрелковой Черниговской Краснознаменной ордена Суворова дивизии (28-й стрелковый корпус, 60-я армия, 1-м Украинский, с 6 апреля 1945 – 4-й Украинский фронт.
В ходе боевых действий получил тяжёлое ранение 3 февраля 1945 года.
Участвовал в Сандомирско-Силезской, Верхнесилезской, Висло-Одерской, Берлинской и Пражской операциях.

## Послевоенный период
По окончании войны, в сентябре 1945, был переведён на должность заместителя командира 186-й стрелковой дивизии, Северной Группы войск. В период с февраля по август 1946 временно командовал этой дивизией. С августа 1946 по февраль 1947 года проходил службу в должности командира 252-го стрелкового полка 70-й стрелковой дивизии, СГВ. С 7 февраля по конец 1947 занимал должность командира 331-го гвардейского парашютно-десантного полка 105-й гвардейской воздушно-десантной Венской Краснознаменной дивизии (г. Кострома, Московский военный округ).
В конце 1947 по состоянию здоровья был переведён в г. Сухуми (Закавказский военный округ), где военнослужащими инженерно-строительных частей Советской Армии совместно с немецкими военнопленными велось строительство железнодорожного вокзала станции Сухум. Руководил данным строительством.
В январе 1948 был уволен в отставку по состоянию здоровья в звании полковника. Умер 24 апреля 1958 года в результате гипертонической болезни. Похоронен на кладбище в селе Михайловское, Республика Абхазия.

## Награды
- Орден Красной Звезды(31.03.1943)[2]
- Орден Красного Знамени(03.11.1944)[3]
- Орден Красного Знамени(07.04.1945)[4]
- Медаль «За победу над Германией в Великой Отечественной войне 1941—1945 гг.»(09.05.1945)[5]
- Орден Отечественной войны 1-й степени(28.05.1945)[6]
- Орден Ленина(20.04.1947)[7]
- Медаль «За оборону Ленинграда»(16.07.1942)[8]
- Медаль «За оборону Кавказа» (1945)
- Медаль «За освобождение Праги» (1945)